# Isoyeta

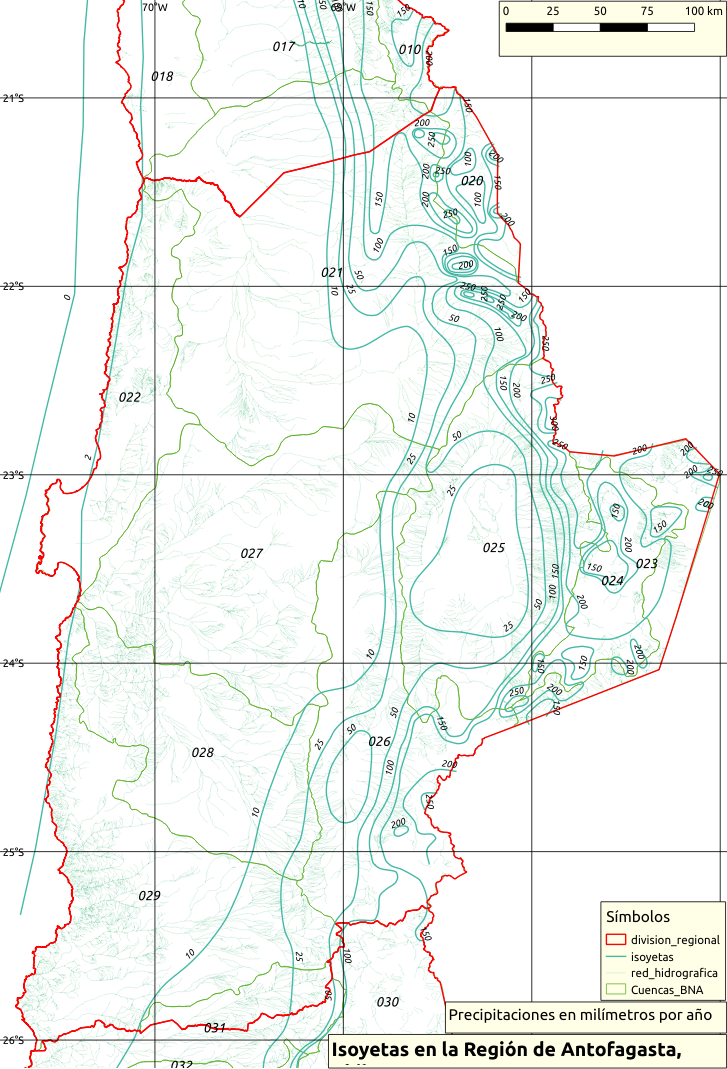
Mapa de la Región de Antofagasta que muestra las isoyetas con los mm de agua caídos. Al oeste está el océano Pacífico, al centro el desierto de Atacama y al este está la puna de Atacama, una zona ubicada en la cordillera de los Andes con lluvias, especialmente durante el invierno altiplánico. La gran "pera" al lado derecho corresponde al salar de Atacama que está circundado por una isoyeta con 25 mm/año. El número "25" al centro de la pera, es, casualmente, el número del ítem en el inventario de cuencas de Chile.

La isoyeta o isohieta es una isolínea o curva para la representación cartográfica que une los puntos geográficos con el mismo índice de pluviosidad; es decir la misma precipitación en la unidad de tiempo considerada. Así, para una misma área, se puede diseñar un gran número de planos con isoyetas; como ejemplos, las isoyetas de la precipitación media de largo periodo del mes de enero, de febrero, etc., o las isoyetas de las precipitaciones mensuales. La palabra proviene del francés isohyète que etimológicamente significa "igual lluvia" (del griego iso- y hyetós)

## Curva de pluviosidad
La isoyeta se usa en el terreno de la meteorología para nombrar a la curva que permite representar a nivel cartográfico los puntos terrestres que comparten el mismo indicador de pluviosidad media durante un periodo de tiempo definido (mensual, anual, etc.). Mediante estas isolíneas se vincula, sobre un plano o mapa cartográfico, todos los lugares que registran la misma precipitación en el periodo de tiempo objeto del estudio. Para facilitar la lectura y comprensión de los mapas se isoyetas, es habitual etiquetarlas con la precipitación (expresada en milímetros) correspondiente a los puntos que las vinculan. Así, puede hablarse de isoyeta de 500 mm, isoyeta de 800 mm, etc.También es frecuente representar las isoyetas en escalas de colores que indican los índices pluviométricos.
Para el cálculo de las isoyetas se requiere disponer de una adecuada red de estaciones meteorológicas dotadas de sus correspondientes pluviómetros o pluviografos para hacer las debidas mediciones de la precipitación caída. De acuerdo con la  Organización Meteorológica Mundial (O.M.M.) la cantidad recomendada de estas estaciones de medida de la pluviosidad es de una estación por cada 600 km2, en zonas poco accidentadas, o por cada 100 km2, en zonas montañosas,  teniendo en cuenta que, para que las mediciones  sean representativas en su conjunto, las estaciones de la red deben estar, dentro de lo posible, uniformemente distribuidas y su colocación en el punto de observación no debe estar afectado por obstáculos próximos, como árboles, edificaciones, etc. 

### Trazado de isoyetas

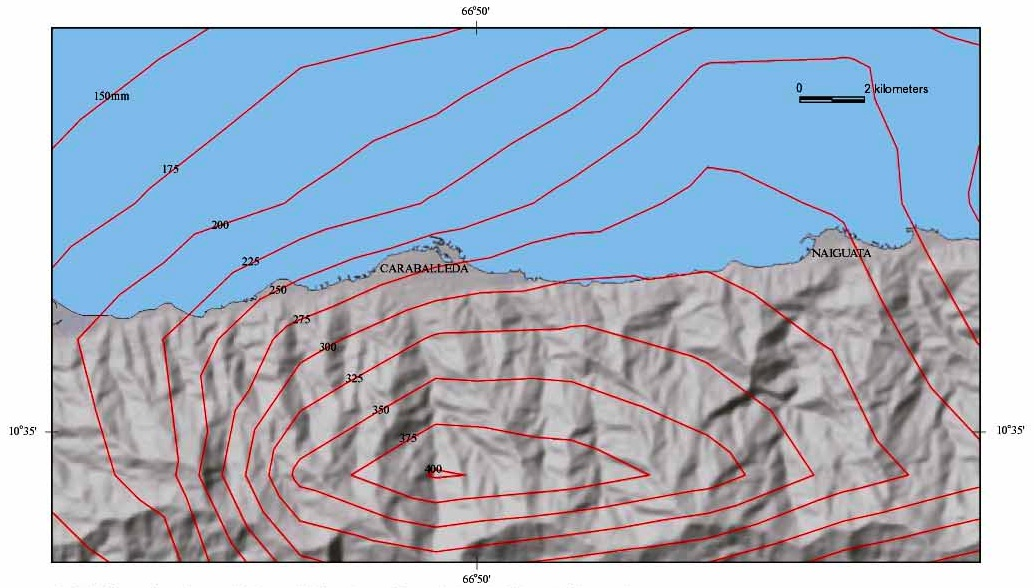
Isoyetas de las tormentas del 14 al 16 de diciembre de 1999, sobre un mapa en relieve sombreado de la costa centro-norte de Venezuela

El trazado de las isoyetas requiere el empleo de procedimientos estadísticos de tratamiento de datos relacionados con el análisis espacial. Para ello se parte de los datos pluviométricos obtenidos de las diferentes estaciones donde se han realizado las medidas de pluviosidad. Seguidamente, en el plano o mapa de la región objeto del estudio, se localizan y representan mediante puntos, las posiciones de cada estación de medida y se anota, para cada una de ellas, las precipitaciones registradas. Para cada isoyeta, hay que localizar varias estaciones próximas que muestren medidas por debajo y por encima de la isoyeta a trazar (por ejemplo, si se está trazando la isoyeta de 200 mm de lluvia, se buscarán estaciones que hayan registrado cantidades inferiores o superiores a 200 mm) y calcula la distancia entre ellas. Mediante procedimientos matemáticos de interpolación ponderada, se estima en qué punto del mapa comprendido entre estas estaciones se habría producido la precipitación correspondiente a la isoyeta (en el caso del ejemplo anterior, 200 mm) y se anota en el mapa. Las ponderaciones de las valores medios se hacen de forma inversa a la distancia; es decir, aquellos valores entre estaciones más próximas tienen mayor peso en el cálculo que los valores entre estaciones más alejadas. Cuando no hay una gran variabilidad entre las precipitaciones registradas en las estaciones o la distribución de ellas es relativamente homogénea, se pueden utilizar procedimientos de interpolación simple. El procedimiento se repite tantas veces como sea necesario y una vez que se han localizado todos los posibles puntos se unen mediante una línea curva que representa la correspondiente isoyeta (para este ejemplo, la isoyeta de 200 mm). Lo mismo habría que hacer para trazar otras isoyetas, por ejemplo a 300, 400 mm, etc.). Se debe tener en cuenta que el número de curvas a representar deben abarcar toda la zona geográfica que está siendo estudiada.
El procedimiento, que antaño era largo y tedioso, hoy día es relativamente sencillo, pues se emplean programas específicos y potentes ordenadores capaces de procesar multitud de datos.